# SMS Helgoland (1909)
Pour les autres navires du même nom, voir SMS Helgoland.
Le SMS Helgoland est un cuirassé, navire de tête de la classe Helgoland, construit pour la Kaiserliche Marine au début du XXe siècle. Il a servi pendant la Première Guerre mondiale. Remis aux autorités militaires britanniques en 1920, il a été démoli en 1921.

## Commandants
| 23 août à septembre 1911        | Kapitän zur See Friedrich Gädecke (de)               |
| Septembre 1911 à septembre 1913 | Kapitän zur See Gottfried von Dalwigk zu Lichtenfels |
| Octobre 1913 à octobre 1915     | Kapitän zur See Ulrich Lübbert (de)                  |
| Octobre 1915 à août 1918        | Kapitän zur See Friedrich von Kameke (de)            |
| Août à septembre 1918           | Kapitän zur See Eberhard Heydel (de)                 |
| Septembre à 16 décembre 1918    | Kapitän zur See Gustav Luppe                         |